# ریشیوفارم
ریشیوفارم (انگلیسی: Ratiopharm) شرکت داروسازی آلمانی است، که در سال ۱۹۷۴ تأسیس شد.